# RS-010
Pour les articles homonymes, voir Route 10.
La RS-010 est une route locale de l'État du Rio Grande do Sul.
Elle part de l'embranchement avec le BR-290, à Porto Alegre, et va jusqu'à la jonction avec la RS-239, sur le territoire de la municipalité de Sapiranga, à 37,150 km.
Elle est prévue pour rejoindre Novo Hamburgo, et traverse les communes de Porto Alegre, Cachoeirinha, Sapucaia do Sul, São Leopoldo, Campo Bom et Sapiranga.